# Маркауць (Дубесарський район)
Маркауць (рум. Marcăuți) — село в Дубесарському районі Молдови. Утворює окрему комуну. Село розташоване на правому березі Дністра.
| Молдова | Це незавершена стаття з географії Молдови. Ви можете допомогти проєкту, виправивши або дописавши її. |

1. ↑  Nicu V. Localitățile Moldovei în documente și cărți vechi: Îndreptar bibliografic. Volumul 2: M-Z — Chișinău: Universitas, 1991. — С. 22. — 434 с. — ISBN 5-362-00842-0